# قارشات
القارشات أو العِلْهِزِيَّاتُ (الاسم العلمي: Psoroptidae) هي فصيلة من الحيوانات تتبع رتبة قارميات الشكل من طائفة العنكبيات.

## الأجناس
- القارشة
- عضاض الأذن
- الآدمة